# Tyler Lydon
Tyler Robert Lydon (Hudson, 9 aprile 1996) è un ex cestista statunitense.

## Carriera
È stato selezionato dagli Utah Jazz al primo giro del Draft NBA 2017 (24ª scelta assoluta).